# Hans Hermannstädter
Hans Hermannstädter (6. februar 1918 – 30. december 2006) var en rumænsk udendørshåndboldspiller som deltog under Sommer-OL 1936.
Som en Transylvansk-Sazon blev, Hermannstädter født i Neustadt nær Kronstadt, Burzenland. Han var en del af det rumænske udendørshåndboldhold, som kom på en femteplads i den olympiske turnering. Han spillede i en kamp. Han døde i Augsburg, Tyskland.